# Ordine militare di Maria Teresa
L'Ordine Militare di Maria Teresa (in tedesco: Militär-Maria-Theresien-Orden) era un Ordine cavalleresco conferito come massima decorazione militare al valore dell'impero austriaco e dell'impero austro-ungarico.

## Storia

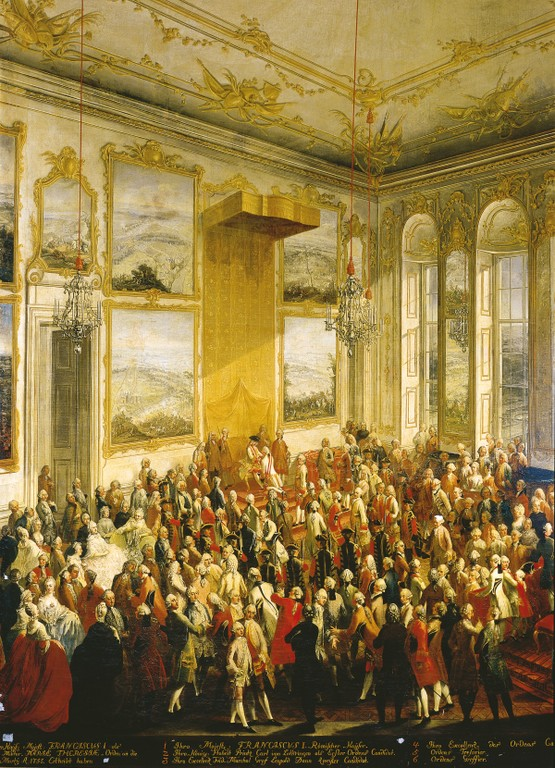
Le prime premiazioni dell'Ordine il 7 marzo 1758, dipinto di Martin van Meytens

L'Ordine venne istituito il 18 giugno 1757, giorno della vittoriosa battaglia di Kolín, dall'imperatrice Maria Teresa per ricompensare gli atti di valore dei suoi ufficiali, inclusi gli atti di rispetto verso il nemico, con la concessione dell'onore alle armi. Esso fu concesso in special modo per gli atti militari di successo di essenziale impatto in una campagna in cui l'ufficiale abbia agito di propria iniziativa o abbia disatteso ad un ordine superiore per una più nobile causa."
Quest'ultima casistica, inoltre, favorì il diffondersi della fama di coloro che pur contravvenendo alle direttive superiori, si fossero distinti per valore e prodezza per propria iniziativa. La prima cerimonia di premiazione dell'Ordine si tenne il 7 marzo 1758 alla presenza dell'imperatore Francesco I.
Originariamente, l'ordine disponeva delle due classi di Cavaliere di gran croce e di Cavaliere, ma il 15 ottobre 1765, l'imperatore Giuseppe II aggiunse anche la croce di Commendatore portando i gradi al seguente schema:
- Cavaliere di gran croce
- Commendatore
- Cavaliere

La decorazione era destinata esclusivamente agli ufficiali in servizio, mentre razza, nascita e grado erano irrilevanti; solo, per le classi di Commendatore e Gran Croce era necessario ricoprire almeno il grado da Generale in su.
L'Ordine non venne più concesso con la caduta della monarchia asburgica nel 1918: l'ultimo imperatore sovrano, Carlo I, trasferì i propri poteri al capitolo dell'Ordine, che li mantenne sino al 1931, quando venne decisa la sua definitiva cessazione dopo aver valutato tutte le proposte di conferimento rimaste inevase alla cessazione delle ostilità.
L'ultimo cavaliere vivente dell'Ordine fu il luogotenente di fregata Gottfried von Banfield, che ricevette la decorazione nel 1917 per il suo servizio come aviatore marittimo durante la prima guerra mondiale, e che fu poi a capo della compagnia di navigazione Tripcovich a Trieste, morì nel 1986, all'età di 96 anni.
In Ungheria, durante la reggenza di Miklós Horthy, l'Ordine venne ricreato come decorazione militare di stato, ma venne a cessare nel 1944.

## Privilegi e nobilitazione

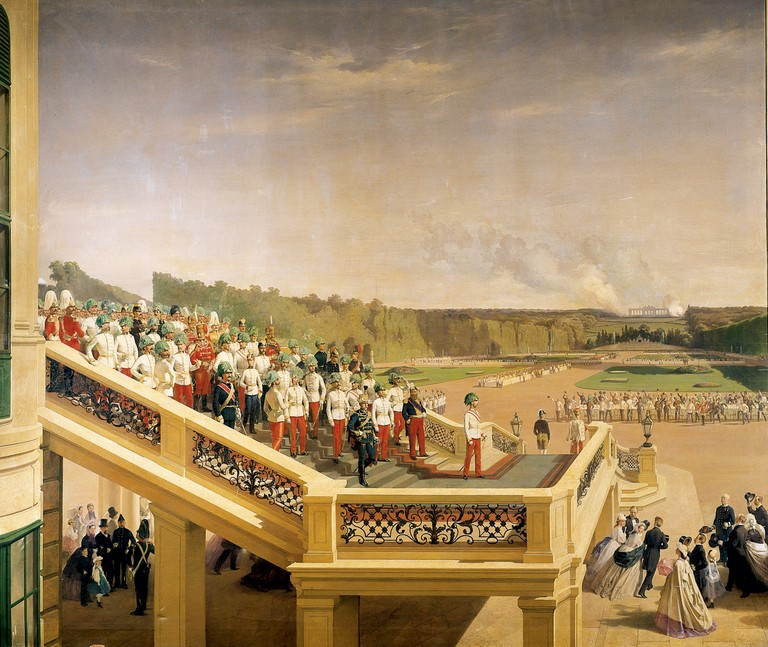
L'imperatore Francesco Giuseppe scende le scale del Palazzo di Schönbrunn con altri generali dell'esercito austriaco in occasione della cerimonia per il 100º anniversario dell'istituzione dell'Ordine nel 1857

L'esclusività dell'Ordine impose sin dalla sua istituzione un trattamento particolare per i suoi insigniti che spesso prevedeva un'elevazione di grado all'epoca di Maria Teresa o talvolta la concessione del generalato nel caso degli atti di coraggio più grandi.
Nel 1895, l'imperatore Francesco Giuseppe decise di rinvigorire l'Ordine concedendo ulteriori privilegi ai suoi insigniti: con l'assegnazione della croce si poteva ottenere il cavalierato personale, con la commenda il cavalierato trasmissibile ai propri discendenti e con la gran croce il titolo di barone per sé e per i propri discendenti oltre al titolo di "Eccellenza" e l'ingresso a corte. Con la firma dei nuovi statuti dell'ordine l'8 marzo 1895 i titoli vennero concessi con pari dignità in tutti i paesi ricadenti all'interno dell'Impero austro-ungarico.
All'assegnazione dell'Ordine di Maria Teresa era inoltre collegata una pensione che veniva concessa nella misura della metà per le vedove di un insignito. Gli insigniti della gran croce ricevevano 1.500 fiorini, i commendatori 600 fiorini ed i cavalieri 100 fiorini, pensioni che vennero retribuite anche durante la prima e la seconda Repubblica austriaca nel corso del Novecento, sotto tutela del Ministero della difesa.

## Insegne
- La decorazione dell'Ordine era costituita da una croce patente bianca, avente al centro un medaglione in smalto rosso con una banda bianca orizzontale al centro (insegna austriaca), il tutto circondato da un anello smaltato di bianco con inciso il motto "FORTITVDINI" in lettere d'oro. Sul retro, il medaglione centrale era smaltato di bianco con -in oro- il monogramma "MTF" (Maria Teresa, la fondatrice e dedicataria dell'Ordine e Francesco, il defunto consorte dell'imperatrice), circondato da un anello smaltato di verde smeraldo, decorato a motivo di foglie d'alloro stilizzate.
- La placca di gran croce dell'ordine era in argento, della medesima forma della decorazione, ma circondata di rami d'alloro passanti tra i bracci.
- Il nastro dell'Ordine era rosso-bianco-rosso, derivante dai colori della bandiera tradizionale austriaca.

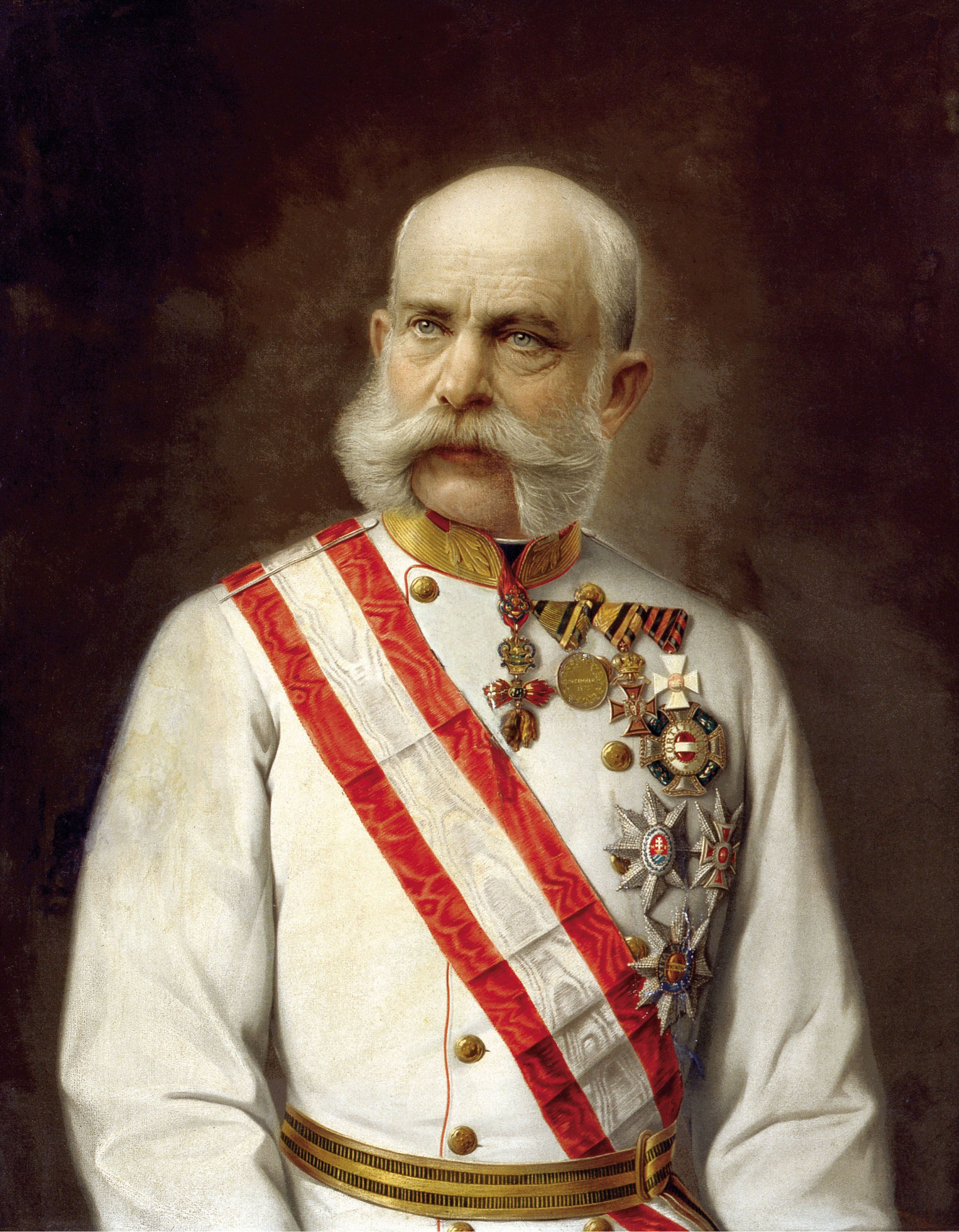
Francesco Giuseppe d'Austria con l'insegna di Gran Croce dell'Ordine

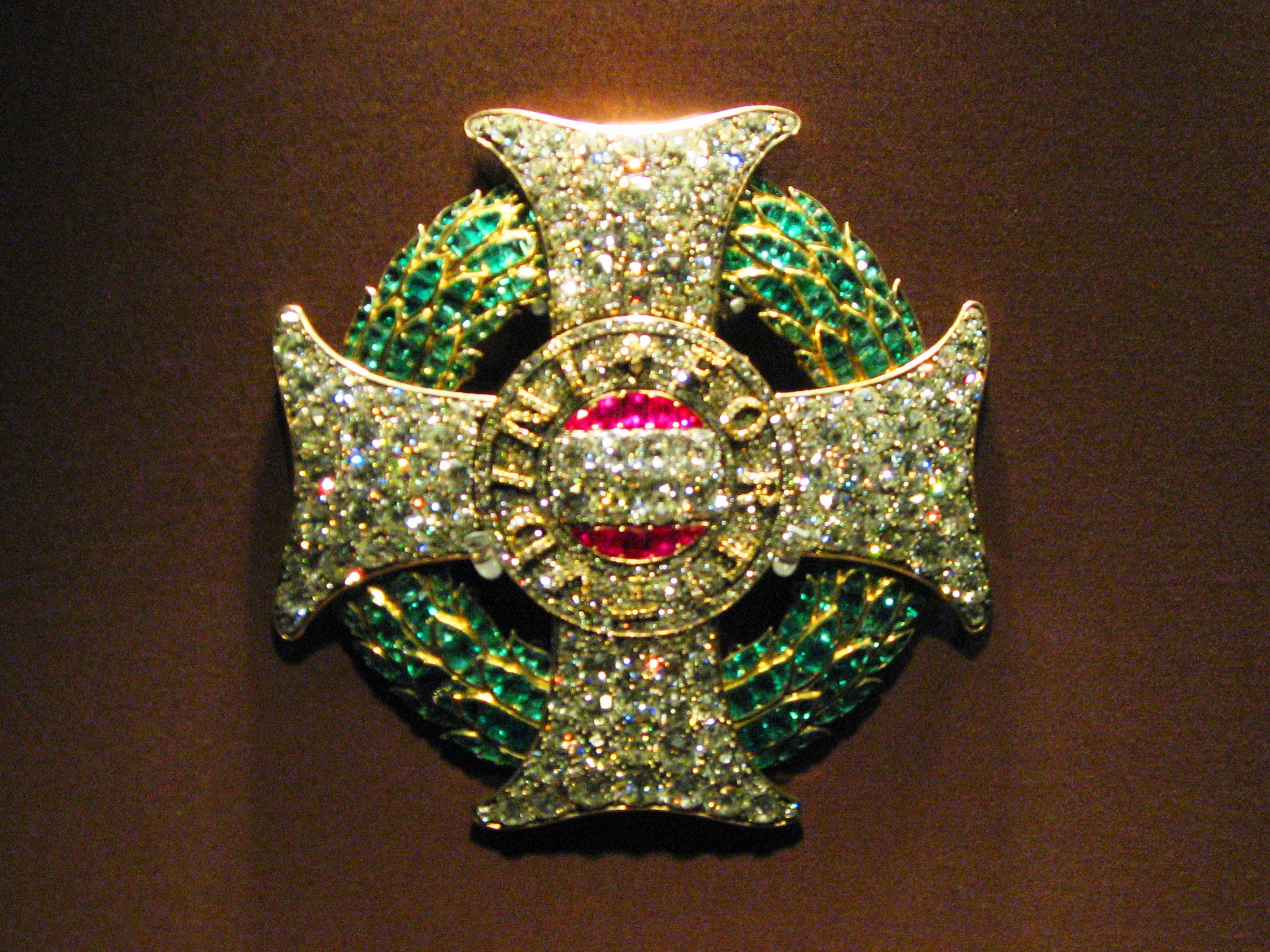
Placca di Gran Croce "con gioje" dell'Ordine Militare di Maria Teresa (Vienna, Weltliche Schatzkammer), concessa al feldmaresciallo Federico Guglielmo di Hohenlohe-Kirchberg.

|           |              |                         |
| Insegne   |              |                         |
|           |              |                         |
| Nastri    |              |                         |
| Cavaliere | Commendatore | Cavaliere di Gran Croce |